# Glifo oscillante

Esempio di glifo oscillante

Il glifo oscillante è un meccanismo che consente di trasformare il moto rotatorio uniforme di una ruota volano in un moto rettilineo alternato. È un meccanismo a ritorno rapido, nel quale la corsa di lavoro (corsa durante la quale la macchina fornisce lavoro) è più lenta rispetto alla corsa di ritorno (durante la quale la macchina deve vincere solo le resistenze al moto).
Il glifo oscillante è un'asta dotata di una scanalatura longitudinale entro cui scorre un perno P solidale con la ruota volano. Il glifo è incernierato nel punto O e viene fatto oscillare dalla rotazione del perno. La sua estremità superiore descrive con moto pendolare l'arco di cerchio AB. Lo slittone al quale invece il glifo oscillante è collegato tramite una biella compie una corsa di lunghezza L pari alla corda dell'arco.
Questo dispositivo è comunemente utilizzato nelle macchine utensili come piallatrice, limatrice, stozzatrice e nelle macchine per la generazione di ruote dentate del tipo Maag e Fellows.
Il meccanismo del glifo viene largamente adoperato nelle casse di manovra da passaggio a livello in uso nella rete ferroviaria italiana (dal tipo FS64 alle più recenti TD96/2 e TM2000).
La catena cinematica del meccanismo a glifo oscillante è derivata da quella del meccanismo biella-manovella, cambiando i vincoli: le 2 cerniere diventano assolute e fisse a terra, mentre il carrello diventa relativo, la biella del meccanismo biella manovella diventa quindi fissa a terra e scompare. Nel meccanismo biella-manovella i vincoli assoluti sono una cerniera e il carrello, mentre nel glifo sono le 2 cerniere.